# فرانكلين سالاس
فرانكلين أغوستين سالاس نارفايز (بالإسبانية: Franklin Salas) (مواليد 30 أغسطس 1981 في سانتو دومينغوس) لاعب كرة قدم إكوادوري دولي يجيد اللعب في خط الهجوم . يلعب حاليا لصالح نادي كيتو الإكوادوري من سنة 2008 .

## روابط خارجية
- فرانكلين سالاس على موقع الاتحاد الدولي (مؤرشف)  (الإنجليزية)
- فرانكلين سالاس على موقع قاعدة بيانات كرة القدم.إي يو (الإنجليزية)
- فرانكلين سالاس على موقع ناشيونال فوتبول تيمز (الإنجليزية)
- فرانكلين سالاس على موقع Soccerway.com (الإنجليزية)
- فرانكلين سالاس على موقع عالم كرة القدم.نت (الإنجليزية)